# Мюнхенский центр оцифровки
Мюнхенский центр оцифровки (нем. Münchener Digitalisierungs Zentrum (MDZ); варианты перевода названия: Центр оцифровки в Мюнхене, Мюнхенский дигитизационный центр).
Мюнхенский дигитизационный центр осуществляет дигитизацию (оцифровку) и онлайн-публикацию культурных сокровищ, собранных в Баварской государственной библиотеке и в других учреждениях. Созданная МДЦ цифровая коллекция представляет собой самое большое и быстро растущее собрание такого вида документов в Германии. В настоящее время оно насчитывает около 400 тысяч наименований, доступных онлайн. Доступ к материалам — бесплатный.
MDZ — юридическое лицо отдела Цифровой библиотеки, созданного в составе Баварской государственной библиотеки. МДЦ формирует цифровые коллекции. К сфере его компетенции относится также создание тематических порталов и обеспечение долгосрочного хранения библиотечных цифровых массивов.

## Формат выкладываемых произведений (документов)
Формат выложенных в Интернет-доступ документов — растровые изображения. Передаётся вёрстка документа, шрифт, иллюстрации. Электронные документы, полученные при сканировании оригинальных документов, полностью передают цветовую гамму, включая бумагу (пергамен). При сканировании микрофильмов в Интернет выкладывают чёрно-белые (полутоновые) изображения. Средний размер файлов — 150…200 КБ на одну страницу документа (книги).

## Интерактивность при просмотре книг
Возможна загрузка изображений командами «следующая страница», «через 5 страниц», «через 10 страниц», «через 50 страниц», а также в обратном направлении. На некоторых документах работает режим перехода на страницу по её номеру.

## Основные разделы цифровой коллекции MDZ
Политика дигитизации повторяет традиционные направления формирования Баварской государственной библиотеки:
- история,
- классическая античность,
- Восточная Европа,
- музыковедение.

Собрание включает в себя манускрипты, первопечатные книги, современные книги, карты и собрания фотографий. Кроме этого, имеются собрания журналов и газет.

## Новости MDZ
- 30 июля 2010 — Сокровища Баварской Государственной Библиотеки в 3D[1]. Баварская региональная библиотека онлайн представляет четырнадцать экстраординарных объектов из коллекции Баварской Государственной Библиотеки. В этом числе — произведения, занесенные в регистр ЮНЕСКО «Память Планеты». Все манускрипты и редкие книги можно рассматривать не только как двухмерные изображения, но и в новом стандарте — трёхмерном. Программные решения, созданные в кооперации между Мюнхенским Дигитизационным Центром (МДЦ), Баварской государственной библиотекой (БГБ) и компанией Microbox GmbH, создают возможность цифрового воссоздания книг с очень высокой детализацией — таким образом разработчики пытаются воспроизвести в виртуальном пространстве процесс чтения, как физическое взаимодействие с книгой.
- 17 июля 2010 — Мобильная аппликация «Знаменитые книги — Сокровища Баварской Государственной Библиотеки»

Баварская Государственная Библиотека предприняла ещё одну инновацию в деле расширения сервисов цифровой информатики. Теперь любители древних книг и манускриптов по всему миру могут просматривать, на устройствах iPad, iPhone или iPod, 52 оцифрованных произведения, входящих в число самых популярных объектов хранения Баварской библиотеки. Сюда входят, например, «Хелианд», «Парцифаль» Вольфрама Эшенбаха, и 42-строчная Библия Гуттенберга.

## Проект MDZ на русском языке
На веб-сайте MDZ имеется раздел 100(0) ключевых документов по российской и советской истории (1917—1991)
текст
Проект "100(0) ключевых документов по российской и советской истории (1917-1991)" 
представляет собой попытку вводного ознакомления с российской и советской историей 
1917-1991 гг. и состоянием её научных исследований с помощью избранных текстов, 
изображений, аудио- и видеодокументов. <…>. Вводный комментарий разъясняет на 
немецком и русском языке, в чем состоит "ключевой" характер данного документа, 
информирует о состоянии исследований по теме, дает ссылки на дополнительные 
источники и литературу. Далее приводится дословный текст документа на русском языке, 
его перевод на немецкий язык, а также факсимиле его оригинала <…> Число 100 
свидетельствует о том, что речь идет об ограниченной числом подборке "ключевых 
документов". Третий нуль в скобках демонстрирует её принципиальную открытость.
<…> Руководителями проекта являются кафедра Восточно-европейской истории 
Университета Фридриха-Александра в Эрлангене-Нюрнберге и Институт Всеобщей истории 
Российской академии наук (Москва). Немецкие и российские историки выступают в 
качестве комментаторов документов.веб-сайт MDZ

### Пример публикации в этом проекте
- Веб-страница с комментарием к документу: Извлечение из протокола № 13 заседания Политбюро ЦК ВКП(б): Решение о расстреле польских офицеров, жандармов, полицейских, осадников и других лиц из трех спецлагерей для военнопленных, а также узников тюрем западных областей Украины и Белоруссии, 5 марта 1940 г.[3]
- Факсимиле этого документа — copyright Федеральная Архивная Служба России. Российский государственный архив новейшей истории (РГАНИ). Москва. 2004.[4]
- Интерактивная заставка-витрина в формате SWF на титульной странице веб-сайта представляет самые популярные оцифрованные книги Баварской библиотеки — первопечатные «Гуттенберговы библии», японскую рукопись «Принц Гэндзи», «Книгу по фехтованию» и многие другие. Эти редкие книги воспроизведены со всей красотой шрифтов, иллюминированных заставок и иллюстраций.